# Richard Glatzer
Richard Glatzer (28. ledna 1952 New York, USA – 10. března 2015 Los Angeles, USA) byl americký herec.
Vyrůstal v New Jersey a bakalářský titul získal na University of Michigan a svoje studia zakončil získáním titulu ve Virginské univerzitě. Jeho filmovým debutem byla spolupráce s Jayem a Lewisem Allenovými, se kterými spolupracoval na reality show Osbornovi a Příští americká top modelka. Jeho prvním filmovým debutem byl nezávislý film Grief, který byl v roce 1993 úspěšný a byl vrcholem na festivalu v Torontu.
V roce 2013 si vzal do partnerského svazku svého přítele Washe Westermorelanda, se kterým natočil svůj nejúspěšnější a poslední film Still Alice (Pořád jsem to já), za který dostala hlavní představitelka Julianne Moore cenu Oscara. 10. března 2015 zemřel na komplikace spojené s Amyotrofickou laterální sklerózou, která mu postupně paralyzovala tělo.